# NGC 4211
NGC 4211 ist eine linsenförmige Galaxie vom Hubble-Typ S0/a pec im Sternbild Haar der Berenike am Nordsternhimmel. Die Galaxie interagiert mit der Galaxie NGC 4211A und bildet das Galaxienpaar Arp 106. 
Halton Arp gliederte seinen Katalog ungewöhnlicher Galaxien nach rein morphologischen Kriterien in Gruppen. Diese Galaxie gehört zu der Klasse Elliptischer Galaxien mit Verbindung zu Spiralen (Arp-Katalog). Das Galaxienpaar ist schätzungsweise 294 Millionen Lichtjahre von der Milchstraße entfernt. Im selben Himmelsareal befinden sich u. a. die Galaxien NGC 4221 und NGC 4256.
Das Objekt wurde am 30. April 1881 vom US-amerikanischen Astronomen Édouard Stephan entdeckt.